# オーケー食品工業
オーケー食品工業株式会社（オーケーしょくひんこうぎょう、OK Food Industry Co.,Ltd）は、福岡県朝倉市に本社を置く食品製造メーカー。ニップンの連結子会社。業務用味付油揚げを主力に製造、全国に販売を行なっている。

## 沿革
- 1967年 - 高原食品工業有限会社創業。
- 1975年 - オーケー食品工業有限会社に商号変更。
- 1977年 - オーケー食品工業株式会社設立。
- 1989年 - 株式を店頭登録（現・ジャスダック）。きのこ栽培事業に進出。
- 2000年 - きのこ事業から撤退。
- 2003年 - 日本製粉（現・ニップン）と業務資本提携。
- 2010年 - 日本製粉が株式公開買付けを実施し、同社の連結子会社となる。
- 2011年 - 福岡県朝倉市に甘木第二工場を新設
- 2013年 - ハラール認証取得。
- 2014年 - FSSC22000を業界で初めて取得。
- 2017年 - ベジプロフーズ株式会社の全株式を取得し、連結子会社とする。
- 2022年
  - 7月21日 - 東京証券取引所スタンダード市場上場廃止[3][4]。
  - 7月25日 - 簡易株式交換により、ニップンの完全子会社となる。

## 事業所
- 支店
  - 東京支店（東京都台東区）
  - 名古屋支店（名古屋市熱田区）
  - 大阪支店（大阪府茨木市）
  - 中四国支店（広島市西区）
  - 福岡支店（福岡県朝倉市）
- 営業所
  - 札幌営業所（札幌市白石区）
  - 仙台営業所（仙台市若林区）
  - 鹿児島営業所（鹿児島市）
- 出張所
  - 静岡出張所
- 工場
  - 甘木工場（福岡県朝倉市）
  - 甘木第二工場（福岡県朝倉市）
  - 大刀洗工場（福岡県朝倉郡筑前町）
  - 朝倉工場（福岡県朝倉市）